# 穀熟鎮
穀熟鎮，是中华人民共和国河南省商丘市虞城县下辖的一个乡镇级行政单位。

## 行政区划
谷熟镇下辖以下地区：
南头村、中街村、朱阁村、余楼村、郭楼村、许阁村、东头村、北头村、刘大庄村、西王庄村、新关庄村、郜庄村、柴王庄村、叶老家村、汤庄村、田楼村、宋庙村、河涯村、马庄村、李苟庄村和大王楼村。